# Petrochromis
Petrochromis es un género de peces de la familia Cichlidae  y de la orden de los Perciformes. Es endémico del lago Tanganyika en África Oriental.

## Especies
- Petrochromis famula Matthes & Trewavas, 1960
- Petrochromis fasciolatus Boulenger, 1914
- Petrochromis macrognathus Yamaoka, 1983
- Petrochromis orthognathus Matthes, 1959
- Petrochromis polyodon Boulenger, 1898
- Petrochromis ephiphium Brichard, 1989
- Petrochromis trewavasae Poll, 1948